# براندون مارشال
براندون مارشال (بالإنجليزية: Brandon Marshall)‏ (و. 1984  م) هو لاعب كرة قدم أمريكية، من الولايات المتحدة، ولد في بيتسبرغ، يلعب كمستقبل واسع ‏.

## التعليم
تعلم في Lake Howell High School ‏.

## روابط خارجية
- براندون مارشال على موقع إي إس بي إن.كوم (أن.أف.أل)3
- براندون مارشال على موقع مرجع كرة القدم المحترفة.كوم (الإنجليزية)